# Price (Utah)
Price ist ein Ort und Verwaltungssitz von Carbon County im US-Bundesstaat Utah. Das U.S. Census Bureau hat bei der Volkszählung 2020 eine Einwohnerzahl von 8216 ermittelt.

## Geographie
Price liegt auf einer Höhe von 1693 m (5556 feet), bedeckt eine Fläche von 11 km² und hat keine Wasserflächen. Es liegt im Colorado-Plateau im Tal des Price River.

## Geschichte
Abraham Powell und Caleb Baldwin Rhoades, beide Trapper aus Salem, erreichten dieses Gebiet im Jahre 1877 und errichteten eine Blockhütte. Diese erste Hütte war der Ausgangspunkt für das heutige Price. Der Ort wuchs sehr schnell nach der Entdeckung von Kohle in den 1880er Jahren. Eine sehr große Veränderung brachte auch die Eisenbahn, die hier mit einem Anschluss an die Kohleminen 1883 errichtet wurde. Vorher war Price eine kleine isolierte Farmergemeinde und wurde nun ein aktiver Handelsplatz. Butch Cassidy und seine Bande kamen oft in die Stadt, um sich mit Vorräten zu versorgen. 1897 stahl Cassidy die Lohnliste der Pleasant Valley Coal Company. Price wurde nach dem Price River benannt [Entdecker William Price (1869)].

## Statistik
Am 1. Juli 2004 hatte Price 8197 Einwohner.

### Altersstruktur
| Bevölkerung | Jahre   | Anteil  |
| ----------- | ------- | ------- |
| unter       | 18      | 27,60 % |
| von         | 18 – 24 | 15,90 % |
| von         | 25 – 44 | 22,50 % |
| von         | 45 – 64 | 19,90 % |
| über        | 65      | 14,10 % |

Das durchschnittliche Alter in diesem Ort beträgt 32 Jahre und das durchschnittliche Familieneinkommen beträgt US $31.687.

## Persönlichkeiten
- John Dennis Fitzgerald (1906–1988), Schriftsteller